# Nomophila noctuella

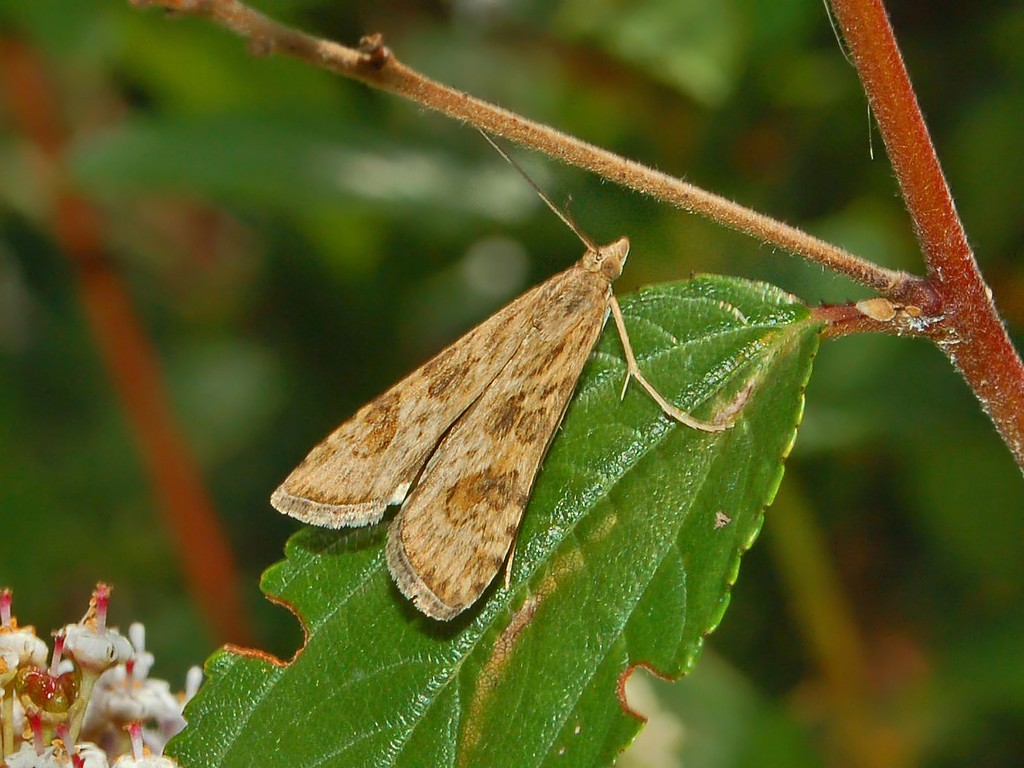
Dorsal view

Nomophila noctuella là một loài bướm đêm thuộc họ Crambidae..
Sải cánh dài 26–32 mm. Con trưởng thành bay từ tháng 5 đến tháng 9 tùy theo địa điểm.
Ấu trùng ăn Clover, Medicago, Polygonum, Wheat và Vaccinium.

## Hình ảnh

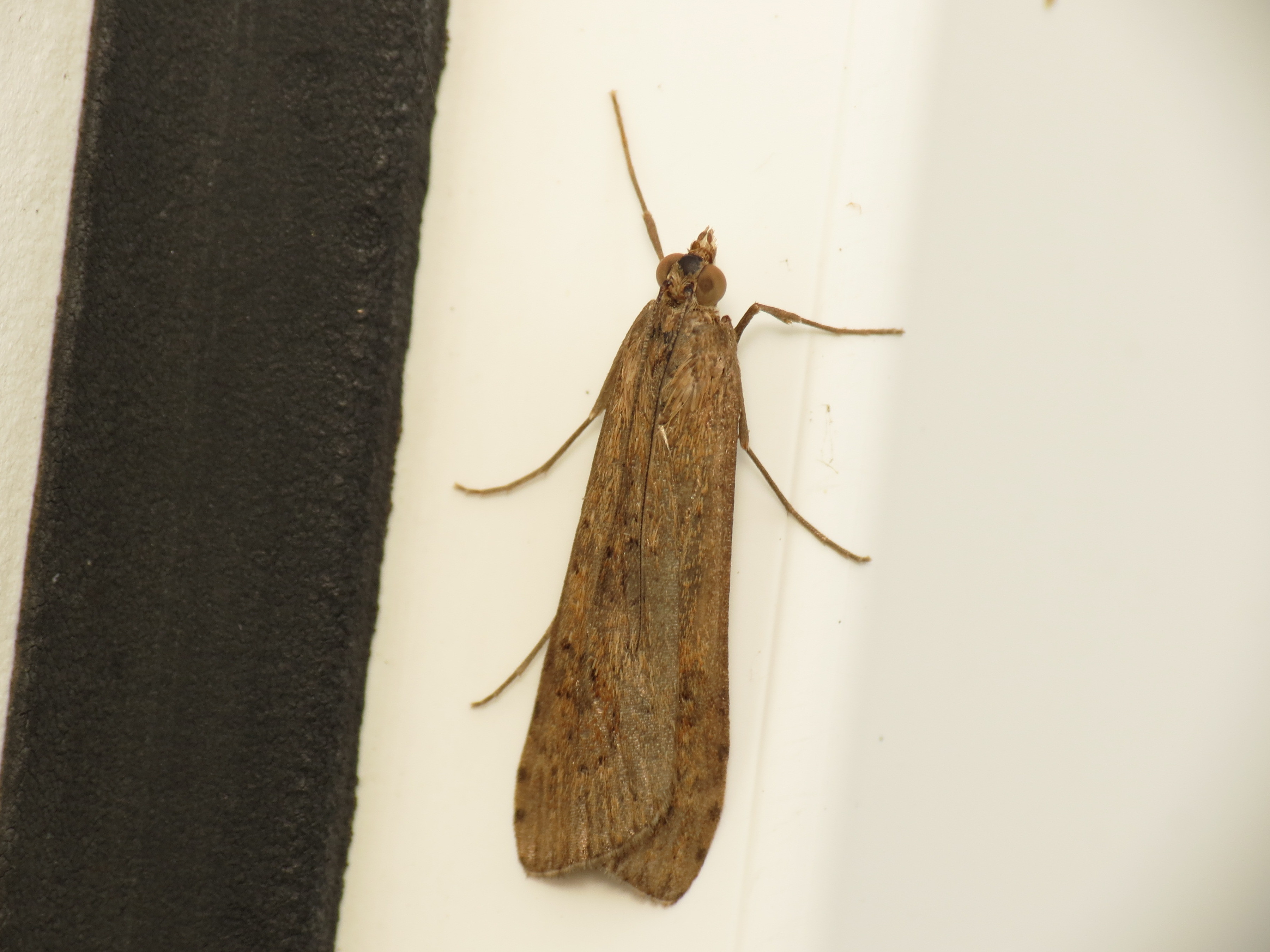
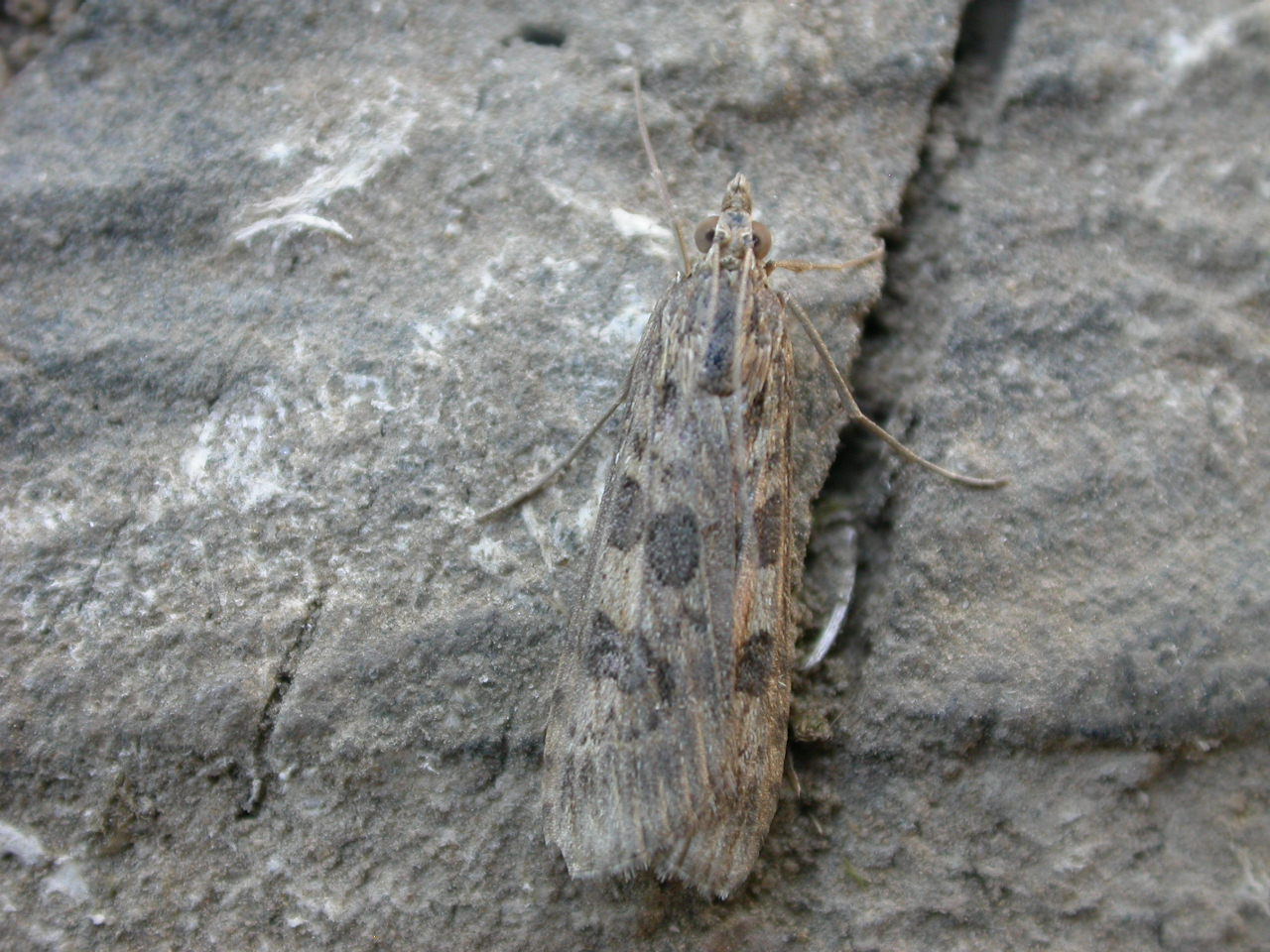
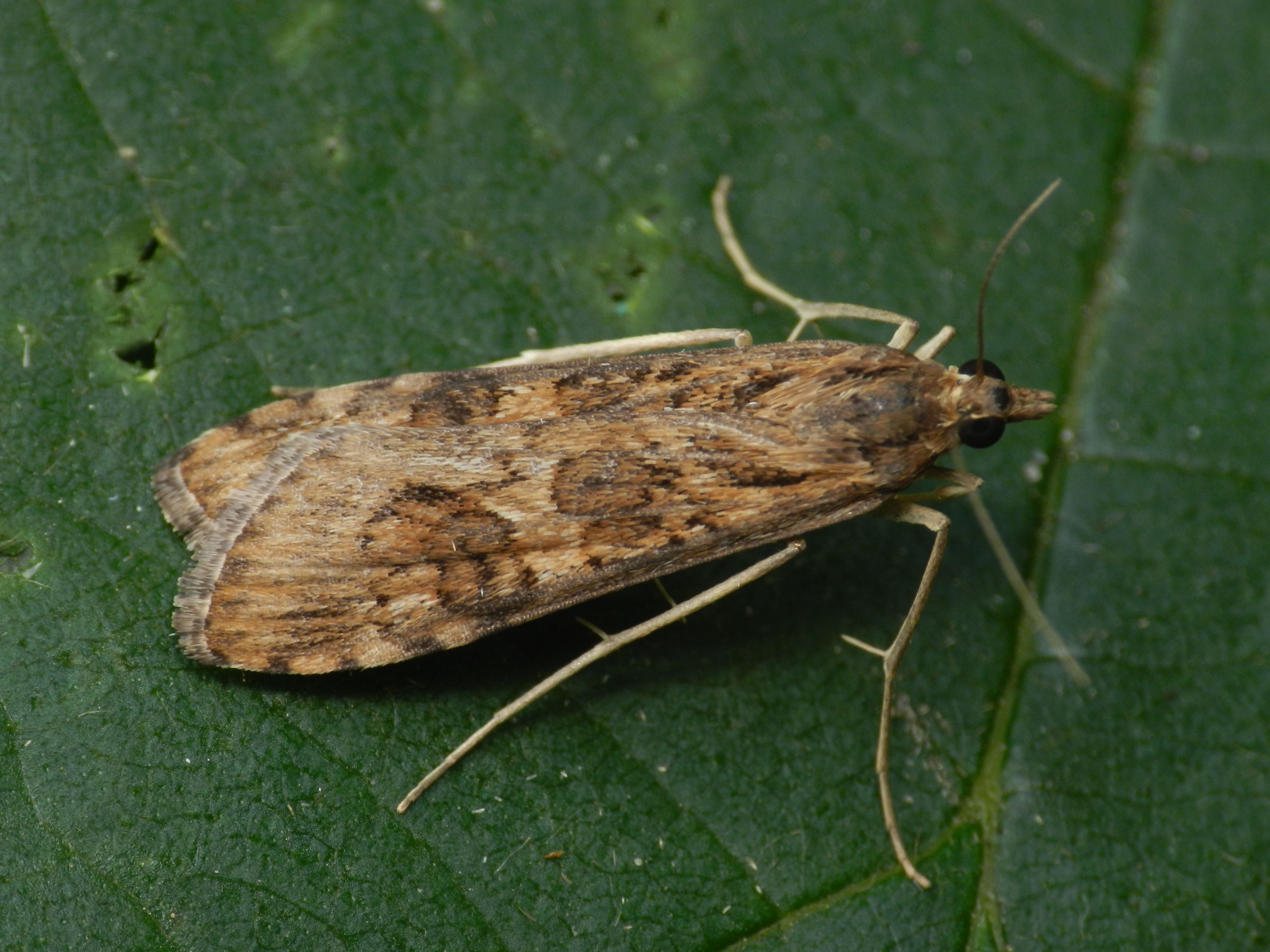